# Бенинг ле Сент Авол
Бенинг ле Сент Авол (фр. Béning-lès-Saint-Avold) насеље је и општина у североисточној Француској у региону Лорена, у департману Мозел која припада префектури Форбаш.
По подацима из 2011. године у општини је живело 1245 становника, а густина насељености је износила 337,4 становника/km². Општина се простире на површини од 3,69 km². Налази се на средњој надморској висини од 250 метара (максималној 337 m, а минималној 202 m).

## Демографија
| 1962. | 1968. | 1975. | 1982. | 1990. | 1999. | 2011. |
| ----- | ----- | ----- | ----- | ----- | ----- | ----- |
| 1.149 | 1.203 | 1.328 | 1.368 | 1.256 | 1.231 | 1.245 |

График промене броја становника у току последњих година